# Ameromassaria japonica
Ameromassaria japonica är en svampart som beskrevs av Hara 1918. Ameromassaria japonica ingår i släktet Ameromassaria, divisionen sporsäcksvampar och riket svampar.   Inga underarter finns listade i Catalogue of Life.